# Canção de Armuris
A Canção de Armuris ou Armures (em grego: Ἄσμα τοῦ Ἀρμούρη) é uma balada heroica bizantina, e possivelmente um dos mais antigos cantos acríticos sobreviventes, datado do século XI. Seu enredo está baseado no conflito bizantino árabe (século VII-XII) e descreve em versos políticos os esforços de um jovem guerreiro ácrita bizantino para resgatar seu pai do cativeiro.

## Data e texto
A canção de Armuris está escrita em verso político de quinze sílabas sem rima, e consiste de 197 linhas. Há dois manuscritos sobreviventes da balada, um de São Petersburgo datado do século XV ou século XVI, e um da coleção do palácio de Topkapı, em Istambul, datado de 1461. Até agora, apenas o texto de São Petersburgo foi publicado na íntegra. Os textos dos dois manuscritos são muito semelhantes entre si, descartando uma proveniência da tradição oral contemporânea, mas é claro que o texto deriva de fontes orais mais antigas. De suas características linguísticas e conteúdo do poema provavelmente datam do século XI, fazendo-o u dos poemas heroicos bizantinos mais antigos sobreviventes e uma das evidências mais precoces do grego vernacular moderno.

## Resumo do enredo
O enredo descreve a campanha de um jovem homem, chamado Arestis ou Armuris Armurópulo ("filho de Armuris"). Embora menor de idade, realizou proezas de força exigidas por sua mãe para ele montar no garanhão de seu pai. Cruzando o Eufrates com a ajuda de um anjo, lutou com um exército de sarracenos (árabes) com uma só mão, "por uma dia e uma noite". É vitorioso, mas fica desmontado e perde sua maça em uma emboscada. Persuade o sarraceno que capturou o cavalo na Síria. Ao alcançá-lo, Armuris corta o braço dele e ordena que ele vá a seu emir e anuncie sua chegada. Quando o pai de Armuris, que está sendo mantido em cativeiro pelos sarracenos, vê o cavalo, reconhece-o e assume que seu filho está morto.
O emir sarraceno, cuja cavalaria é exemplar, tranquiliza o pai e ordena uma busca a ser feita para o filho desaparecido. O pai escreve para ele parar de abater os sarracenos, de modo que seria tratado com misericórdia, mas Armuris recusou a menos que seu pai fosse libertado, e correu o risco de tumulto na Síria. O emir, alarmado, finalmente concorda em deixar o pai de Armuris ir e oferece a ele sua filha em casamento de modo a assegurar paz.

## Contexto e estilo
Os conflitos bizantino-árabes que duraram de meados do século VII ao começo do século XI forneceram o contexto da poesia heroica ("acrítica", dos guardas de fronteira chamados ácritas) bizantina, escrito em língua grega vernacular. Junto com melhor conhecido romano épico Digenis Acritas, a Canção de Armuris está entre a mais importante e antiga destes trabalhos. Várias hipóteses tem sido feitas sobre a origem do nome do personagem e os eventos que inspiraram o poema original. O bizantinista Henri Grégoire, que data o trabalho do século IX, propôs que o poema reflete o rescaldo do saque árabe de Amório em 838, e que Armuris é Miguel III, o Ébrio (r. 842-867), em cujo reinado os raides árabes na Anatólia foram decisivamente derrotados (na batalha de Lalacão em 863). De acordo com a interpretação de Grégoire, o sarraceno maneta da canção é Ambros (Omar al-Aqta), o emir de Melitene que foi derrotado e morto em Lalacão. G. Veloudis por outro lado equipara Armuris com Ambros em si, acreditando que os contos deles sobreviveram na lenda popular bizantina, e que em tempos subsequentes, quando as circunstâncias exatas não eram mais conhecidas, o emir, cujo título foi processado como "amiras" em grego, tornou-se Armuris.
Embora o enredo de Armuris seja complexo, a narrativa é veloz e animada. E enquanto o estilo é plano, tem considerável poder descritivo. O poema contém muito da textura estereotipada da poesia oral. De acordo com seu estilo, a composição original da Canção de Armuris pode ser datada de antes de Digenis Acritas, uma vez que as características da composição épica oral e uma certa economia poética arcaica encontrados lá são mais marcantes.